# Dadi Janki

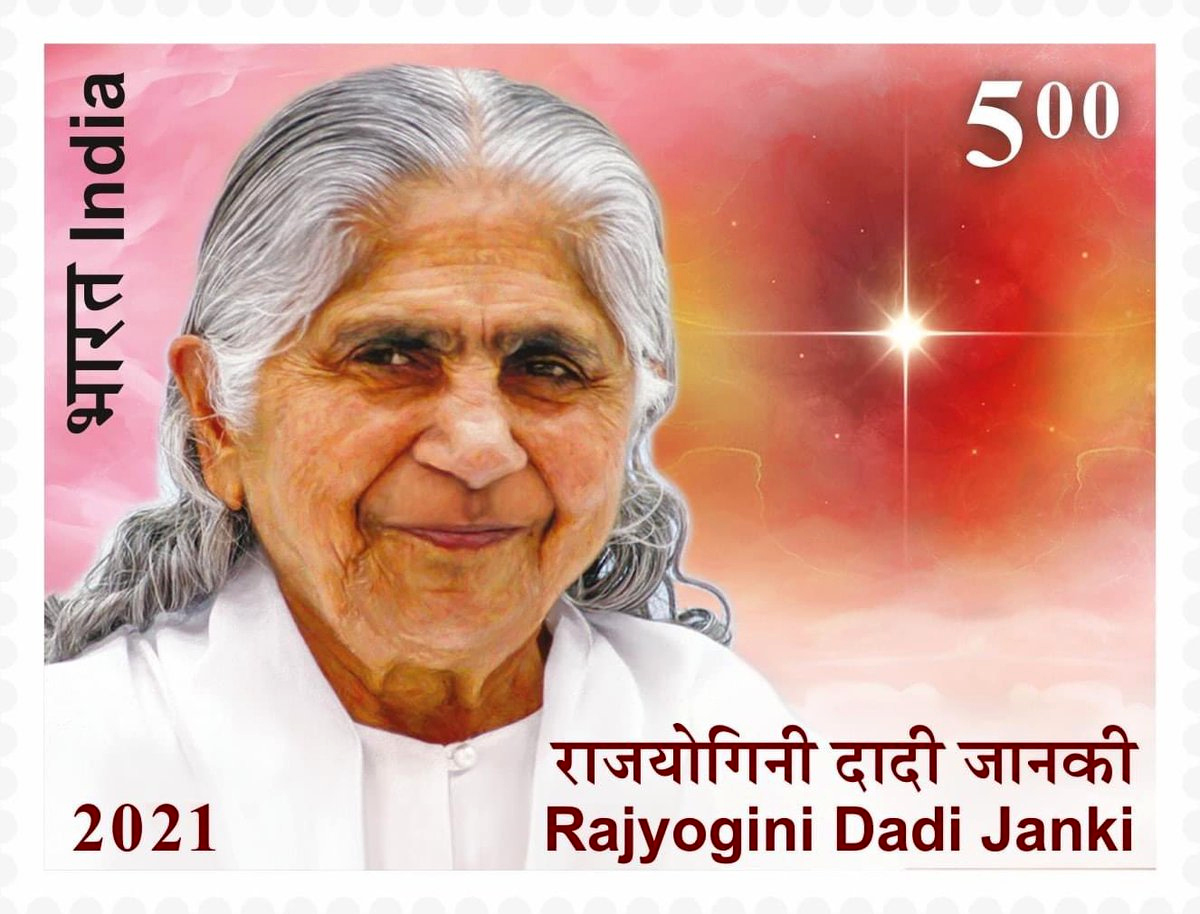
Dadi Janki

Dadi Janki (ur. 1916, zm. 27 marca 2020 w Mount Abu) – joginka i nauczycielka duchowa Światowego Uniwersytetu Duchowego Brahma Kumaris Radża Jogi. Janki podróżowała i nauczała tradycji radżajogi w wielu krajach.

## Życiorys
Urodziła się w 1916 roku w indyjskiej prowincji Sindh (obecnie Pakistan) w zamożnej, głęboko religijnej rodzinie. W 1950 roku wraz ze swoim guru Brahma Babą, począwszy od góry Abu, rozpoczęła zakładanie aśramów radżajogi w Indiach (Delhi, Mumbaj). W 1974 roku założyła pierwszy ośrodek tej szkoły poza Indiami  – w Londynie. Od 1983 do 2020 roku była wicedyrektorem ruchu Brahma Kumaris.

## Literatura przedmiotu
- Anne Bancroft, Prządki mądrości. Mistyczki XX wieku, Warszawa, Jacek Santorski & Co., 2003, ISBN 83-88875-42-6